# Алвиш, Жозе Антониу
Жозе Антониу Алвиш (порт. José-Antonio Alvez; 1820, Дондо, Ангола — после 1877) — ангольский работорговец и купец XIX века. Африканского происхождения, был известен у местных народов под именем Кенделе. В Европе о нём узнали из книги «Через Африку» английского путешественника и исследователя Верни Ловетта Камерона. Сведения последнего использовал французский писатель Жюль Верн в своём приключенческом романе «Пятнадцатилетний капитан» (1878), где Алвиш выведен как жестокий работорговец и начальник главного антагониста — португальца Негоро.

## Исторические сведения
Родился в 1820 году в португальской колонии Ангола. Негр, был известен у местных народов как Кенделе. Сведения о нём приводит английский путешественник Верни Ловетт Камерон, первый европеец, пересёкший экваториальную Африку от Индийского океана до Атлантического (1873—1875). Они встретились в 1874 году в районе Килембы в Анголе. Алвиш предложил свои услуги в качестве проводника, указывая, что отряд путешественника слишком мал и может подвергнуться нападению. В конце февраля 1875 года они вместе отправились из Килембы к западному побережью Анголы. В своей книге «Через Африку» (Across Africa, 1876) Камерон описывает работорговца как «старого» и «безобразного» негра. Путешественника очень удивила его раса, так как он полагал, что тот мзунгу (человек европейского происхождения). «Конечно же, он был одет по-европейски и говорил по-португальски, но большею цивилизованностью похвалиться не мог, невзирая на неоднократные категорические заявления, будто он вполне цивилизован и таков же, как англичанин или любой другой белый человек. На чём он особенно настаивал, так это на том, что он-де никогда не лжёт, что слово его — его вексель и, более того, он вообще самый честный человек на земле», — писал Камерон. При ближайшем знакомстве Алвиш рассказал англичанину, что родился в Донду, на реке Кванза, в провинции Ангола. Из тех мест он ушёл в начале 1850-х годов, странствуя по Западной Африке и занимаясь торговлей. Первоначально он был агентом и помощником у белых купцов, но позже стал торговать самостоятельно. В 1870-е годы его главная база находилась в Касанги. Алвиш основал несколько пунктов работорговли (Камбамбе, Бие). Вместе с другим работорговцем Лоренсо да Соза Коимброй (Lourenço da Souza Coïmbra), известный у местных народов как Кварумба, они организовывали крупные захваты рабов и отправляли торговые караваны. После 1877 года сведения об Алвише прерываются.   

## В культуре
Алвиш получил известность как персонаж приключенческого романа «Пятнадцатилетний капитан» французского писателя Жюля Верна, опубликованного в 1878 году, а также нескольких его экранизаций. Одна из основных тем романа заключается в осуждении работорговли и связанных с этим явлений. По словам исследователя творчества французского писателя Евгения Брандиса, «самые яркие страницы» книги представляют собой обличение ужасов работорговли и охоты на людей, написанных с публицистическим пафосом. Они основаны на изученных автором источниках: «Зловещие фигуры работорговцев — португальцев Негоро и Коимбра, американца Гэрриса, араба Ибн-Хамиса, вероломного негра Альвеца — отнюдь не являются плодом авторской фантазии. Известно, например, что работорговец Альвец существовал в действительности. Сведения об этом изверге, который продал в рабство десятки тысяч своих соплеменников, Жюль Верн почерпнул, как он сам указывает, из записок английского путешественника Камерона». Также у Камерона была представлена информация о другом реально существовавшем работорговце — Лоренсо да Соза Коимбре, выведенного на страницах приключенческой книги. В ней Альвец подчинил своей власти Муани-Лунга, короля Казонде и практически полностью хозяйничал в этой области Анголы. Писатель характеризовал его следующим образом: «Хозе-Антонио Альвец, человек уже пожилой, не принадлежал к „мсунгу“, то есть к белой расе, португальским у него было только имя, принятое им, конечно, из коммерческих соображений. Альвец был негром по имени Кенделе. Он родился в Дондо, на берегу Кванзы, начал свою карьеру агентом у работорговца. Теперь этот старый негодяй, называвший себя честнейшим человеком на свете, стал одним из крупнейших торговцев чёрными невольниками». 
В 1945 году вышел на экран советский фильм «Пятнадцатилетний капитан» (1945) режиссёра Василия Журавлёва. В исполнении актёра Михаила Астангова особую известность получила реплика его персонажа, который на обвинения в том какой он негодяй восклицает: «Негоро?! О нет, я не Негоро! Я капитан Себастьян Перейра! Слыхали? Или нет? Торговец чёрным деревом! Негоциант! Компаньон великого Альвеца!» («О нет, я не Негоро, я капитан Себастьян Перейра, может, слыхали? Торговец чёрным деревом, негоциант, компаньон великого Альвеца!») Она отсутствует в романе, но обрела популярность и после выхода фильма стала часто произноситься (прежде всего детьми), в том числе в сокращённых вариантах.